# Bar del infierno (programa de televisión)
Bar del Infierno fue un ciclo televisivo argentino creado por Alejandro Dolina, que se emitió en Canal 7 Argentina en 2003. Fue escrito y protagonizado por el propio Dolina. La dirección artística estuvo a cargo de Claudio Gallardou y la dirección musical, de Federico Mizrahi.
La acción transcurre en un bar del que es imposible salir, no por falta de puertas sino porque "el afuera no existe". El Narrador de Historias es un hombre condenado a contar un cuento cada noche. 
En 2004, se editó el CD Tangos del Bar del Infierno, con las canciones compuestas para el programa y un repertorio de tangos olvidados. En 2005, Dolina publicó el libro Bar del Infierno, que parte de la misma idea del ciclo televisivo.

## Elenco
- Alejandro Dolina
- Pompeyo Audivert
- Karina Beorlegui
- María Marta Pizzi
- Ruth Attaguile
- Martín Dolina
- Ale Dolina
- Manuel Moreira
- Pol González
- Cecilia Milone
- Julia Zenko

## Músicos
- Federico Mizrahi (piano y arreglos)
- Dmitry Rodnoy (violoncello)
- Javier Casalla (violín)